# BETER

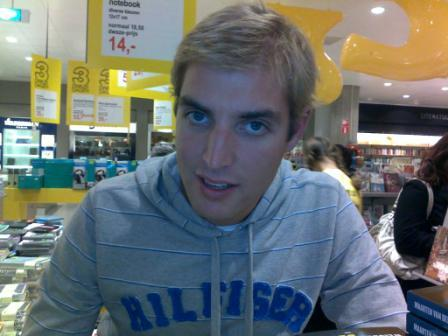
Van der Weijden tijdens een signeersessie in oktober 2009.

BETER is een autobiografisch boek geschreven door olympisch zwemmer Maarten van der Weijden. 
Van der Weijden won in 2008 een gouden medaille tijdens de Olympische Zomerspelen 2008 in Peking op de 10 kilometer zwemmen in open water. In 2001 werd bij hem acute lymfatische leukemie geconstateerd, een ziekte die hij na ruim twee jaar overwon. Over zijn strijd tegen de ziekte en het traject dat hij aflegde naar zijn olympische overwinning schreef hij in maart 2009 een autobiografie. Dit boek werd eind augustus 2009 uitgebracht en stond in de boeken-toptien.
Het boek verhaalt over kanker, het proces van therapieën en kuren, over familiebanden, over topsport en de weg naar de top. Van der Weijden schrijft op een haast afstandelijke en rationele manier over zijn ziekte. Hij is van mening dat hij de ziekte niet heeft overwonnen, maar dat hij gewoon geluk gehad heeft; één op de vijf mensen overleeft deze soort leukemie, en hij is de enige uit het groepje van vijf therapiegenoten die de ziekte inderdaad heeft overleefd. 